# 日本製薬
日本製薬株式会社（にほんせいやく、英: NIHON PHARMACEUTICAL CO., LTD.）は、日本の製薬会社。本社所在地は大阪府泉佐野市住吉町。アリナミン製薬の100%子会社。

## 会社概要
略称は「ニチヤク」。1939年（昭和14年）5月、事業家として活躍した竹内金太郎が、東京府東京市大森区調布において資本金50万円で創業。1946年（昭和21年）6月に会社設立、東京都京橋区（現・東京都中央区京橋）に移転した。
1951年（昭和26年）、エタノール分画法による「ガンマグロブリン」の製造に成功。以降、栄養輸液製剤、殺菌消毒剤などを製造・販売している。1950年代から、東京都葛飾区や北海道函館市など各地に「ニチヤク血液銀行」を開設、 有償採漿を行なっていた。ミドリ十字（当時は日本ブラッドバンク、現・田辺三菱製薬）、富士臓器製薬 → 富士レビオ（現在は有償採漿、血液製剤ともに撤退）とともに主要な商業血液銀行の一つであった。その後、有償採漿事業を血漿分画製剤用に縮小し、血液製剤の国産原料は全て献血に転換された。有償採漿事業は1990年（平成2年）9月30日に終了、日本最後の血液銀行となった。現在は血液製剤用の血漿の大半は日本赤十字社から購入し、国内では調達が難しい特殊用途の免疫グロブリン用の血漿を外国から輸入して賄っている。
2022年5月に培地を塩谷エムエスへ譲渡したのを皮切りに、同年9月に一般向けの殺菌消毒剤を販売元であったアリナミン製薬へ、その翌月に医療用医薬品を品目ごとに親会社の武田薬品工業や富士製薬工業へ順次譲渡したことで、医薬品や医薬部外品の受託製造に特化することとなった。
2024年7月1日の株式譲渡に伴い、親会社が武田薬品工業からアリナミン製薬へ変更となった。親会社変更後も事業は独立して継続される。

## 沿革
- 1939年（昭和14年）5月 - 医薬品（シップ、ヨードチンキ等）の製造販売を目的に、当時の東京府東京市大森区調布（現・東京都大田区）にて創業。
- 1946年（昭和21年）6月7日 - 資本金40万円で東京都京橋区銀座（現・東京都中央区京橋）に会社設立。食品分野に進出。
- 1950年（昭和25年） - 武田薬品工業と医薬品の販売契約を締結。
- 1956年（昭和31年） - 乾燥ヒト血漿の製造に成功し血液製剤事業に本格的に参入。「ガンマグロブリン」を発売。
- 1964年（昭和39年） - 日本製薬販売株式会社を合併。
- 1968年（昭和43年） - 本社を東京都中央区京橋から東京都江東区牡丹へ移転。
- 1970年（昭和45年） - 「アルブミン」、「アルブミネート」を発売。化粧品事業を株式会社プラスマンに譲渡。
- 1975年（昭和50年） - 「グロベニン」を発売。
- 1985年（昭和60年） -本社を東京都江東区牡丹から東京都千代田区東神田に移転。「グロベニン-I」を発売。
- 1987年（昭和62年）10月1日 - 大五栄養化学株式会社と合併。
- 1989年（平成元年）8月1日 - 株式会社ソイプロを合併。
- 1990年（平成2年）9月30日 - 有償採漿事業を終了。
- 1992年（平成4年） - 高カロリー輸液用微量元素製剤「ミネラリン」を発売。葛飾工場を千葉県成田市新泉3番1号に移転し、成田工場とする。
- 1995年（平成7年） - 医薬部外品・殺菌消毒剤「オスバンウオッシュ」を発売。
- 1997年（平成9年）9月 - 乾燥濃縮人アンチトロンビンIII製剤「献血ノンスロン」を発売。
- 2011年（平成23年）1月 - 「ミンクリア」を発売。
- 2014年（平成26年）6月1日 - 成田及び大阪研究所の2ヶ所を成田に統合。
- 2016年（平成28年）8月17日 - 大阪事務所を廃止。本社及び本店を現在地へ移転。東京と大阪に分かれている本社スタッフ部門を東京に集約し、組織力・情報連携力を高めるとともに「事業継続計画（BCP）」を強化。
- 2021年（令和3年）4月1日 - 当社が、武田薬品工業株式会社による完全子会社化された。
- 2022年（令和4年）10月1日 - 会社吸収分割より本社機能を、東京都中央区明石町から大阪府泉佐野市住吉町へ新築移転。当社を大阪工場から本社へ名称変更された。当社の成田工場を「武田薬品工業株式会社 成田工場」に同じく名称変更した。
- 2024年（令和6年）7月1日 - 株式譲渡に伴い、親会社がアリナミン製薬株式会社へ変更された。

## 事業所
2023年（令和5年）4月1日時点
- 本社
  - 〒598-8558 - 大阪府泉佐野市住吉町26番

### 過去の事業所
- 葛飾工場
- かずさ研究室
- 成田研究所
- 大阪研究所
- 営業本部
- 横浜支店
- 大阪事務所
- 南大阪支店
- 神戸支店
- 南九州支店
- 札幌支店
- 東北支店
- 東京支店
- 北関東・甲信越支店
- 千葉・埼玉支店
- 名古屋支店
- 大阪支店
- 京都支店
- 中国支店
- 四国支店
- 福岡支店
- 東日本統括部 札幌営業所
- 東日本統括部 東北営業所
- 首都圏統括部
- 関東甲信越統括部
- 中日本統括部
- 関西統括部
- 中四国統括部 中国営業所
- 中四国統括部 四国営業所
- 九州統括部
- 東日本リージョン 札幌オフィス
- 東日本リージョン 仙台オフィス
- 東日本リージョン 東京オフィス
- 首都圏リージョン 東京オフィス
- 東海リージョン 名古屋オフィス
- 関西リージョン 大阪オフィス
- 九州中四国リージョン 広島オフィス
- 九州中四国リージョン 高松オフィス
- 九州中四国リージョン 福岡オフィス
- 研究所
- 成田工場
- 大阪工場

## 主要製品
医療用医薬品
- ESポリタミン
- 12%インポール
- イントラファット注
- オスバン消毒液10% - 日本薬局方塩化ベンザルコニウム液消毒剤（逆性石けん液）。「オスバン液「ダイゴ」」を改称
- オスバン消毒液0.025%
- オスバン消毒液0.05%
- オスバン消毒液0.1%
- オスバンラビング
- カコージン注50mg
- カコージン注100mg
- カコージン注200mg
- カコージンD注0.1%
- カコージンD注0.3%
- カチーフN散10mg
- カチーフN散10g
- カチーフN錠5mg
- カチーフN錠10mg
- パルミリン注
- ノバントロン注10mg
- ノバントロン注20mg
- ブラニュート顆粒
- フォリアミン注射液
- フォリアミン散100mg
- フォリアミン散100g
- フォリアミン錠
- マックアミン
- ミネラリン注
- ミネラリン注シリンジ
- マンニゲン注20%
- ムーベン配合内用剤
- ムーベン配合内用液
- ミンクリア
- ガンマグロブリン
- PPSB-HT-ニチヤク（第9血液凝固因子製剤）
- 献血アルブミネート-ニチヤク
- 献血トロンビン
- 献血ノンスロン（アンチトロンビン）
- 抗HBs免疫グロブリン
- 抗D免疫グロブリン
- 抗破傷風免疫グロブリン

一般用医薬品
アリナミン製薬が販売している。
- オスバンS【第3類医薬品】 - 1976年に発売した「オスバン10%消毒剤」のスイッチOTC（殺菌消毒剤）。
- オスバンラビングA【第3類医薬品】 - 「オスバンラビング」のスイッチOTC。

医薬部外品
アリナミン製薬が販売している。
- オスバンウオッシュ - 泡タイプの手指洗浄消毒剤。手指の洗浄と殺菌・消毒が一度にできる。（製造販売元：攝津製油）
- オスバンネオウオッシュ - 「オスバンウォッシュ」の改良品。手以外に顔や体も洗える。

動物用医薬品
- 獣医用オスバン液「ダイゴ」 - 「オスバン10%消毒剤」の動物用。

その他
- 培地「ダイゴ」 - 販売は富士フイルム和光純薬が行っている。

### 過去の主要製品
一般用医薬品
- タフナ（生薬配合滋養強壮保健薬 現在は廃販）
- クールベ（滋養強壮保健薬 現在は廃販）
- 強力ポリタン内服液（滋養強壮内服液 現在は廃販）
- ポリタンローヤル内服液（滋養強壮内服液 現在は廃販）
- ポリタンC【指定医薬部外品】 - （ビタミンC配合滋養強壮保健薬）栄養ドリンク剤。タウリン500mg配合、1966年発売当初は医薬品であった。1999年（平成11年）の法改正により医薬部外品へ移行し、2011年までに販売終了した。その後、2011年にハイシー誕生50周年を記念し、武田薬品工業が販売する指定医薬部外品「商品名:ハイシードリンク（販売名:ポリタンC）」となったが、2年程度で販売終了した。
- ハイポリタンC【指定医薬部外品】 - （ローヤルゼリー・ビタミンC配合滋養強壮保健薬）栄養ドリンク剤。タウリン1,000mg・ローヤルゼリー・ビタミンC配合、1971年発売当初は医薬品であった。1999年（平成11年）の法改正により医薬部外品へ移行し、2011年で販売終了。
- ソルタンS（うがい薬 現在は廃販）
- ポリタン胃腸薬A（健胃生薬配合液体胃腸薬 現在は廃販）

現在はこの他に、アリナミン製薬のアリナミンドリンクシリーズのOEMを行っている。